# Nerac Pro Cycling
Nerac Pro Cycling war ein US-amerikanisches Radsportteam.
Die Mannschaft wurde 2005 unter dem Namen Team Nerac.com als UCI Continental Team gegründet. Im nächsten Jahr fuhren sie unter dem Namen Nerac/Outdoorlights.com und 2007 als Nerac Pro Cycling. Manager war William Verbarg und die Finanzgeschäfte erledigte David Werling. Der Sponsor Nerac ist ein Auskunftsdienst aus Tolland. Die Mannschaft wurde mit Fahrrädern der Marke Duratec Bicycles ausgestattet.

## Saison 2007

### Erfolge im Cyclocross 2007/2008
| Datum       | Rennen                     | Fahrer            |
| ----------- | -------------------------- | ----------------- |
| 3. November | Chainbiter 9.0, Farmington | Christopher Jones |

## Team 2007
| Name              | Geburtstag         | Nationalität       | Team 2008        |
| ----------------- | ------------------ | ------------------ | ---------------- |
| Aidan Charles     | 18. Oktober 1983   | Vereinigte Staaten |                  |
| Alec Donahue      | 26. Juli 1976      | Vereinigte Staaten |                  |
| Daniel Greenfield | 6. April 1980      | Vereinigte Staaten |                  |
| Daniel Holt       | 25. September 1981 | Vereinigte Staaten | Team Type 1      |
| Christopher Jones | 6. August 1979     | Vereinigte Staaten | Team Type 1      |
| Adam Myerson      | 9. Mai 1972        | Vereinigte Staaten | Time Pro Cycling |
| Nikola Smutny     | 10. Juni 1978      | Tschechien         |                  |
| Patrick Walsh     | 19. November 1977  | Vereinigte Staaten |                  |
| David Werling     | 4. April 1981      | Vereinigte Staaten |                  |
| David Wiswell     | 23. Juni 1983      | Vereinigte Staaten |                  |
| Todd Yezefski     | 11. Januar 1982    | Vereinigte Staaten |                  |